# Boulevard Mohammed-V (Casablanca)
Pour les articles homonymes, voir Boulevard Mohammed-V.
Le boulevard Mohammed-V est une des artères majeures de Casablanca. Elle relie la place des Nations-Unies à la station Casa-Voyageurs. Sur plus de deux kilomètres, ce boulevard commerçant rassemble les plus beaux immeubles de la ville.

## Histoire
Le boulevard Mohammed-V fut ouvert vers 1915, du côté de la gare Casa-Voyageurs, qui restait à créer.
Avant son ouverture, le premier axe commerçant de Casablanca était la rue de l’Horloge (Allal Ben Abdallah.)

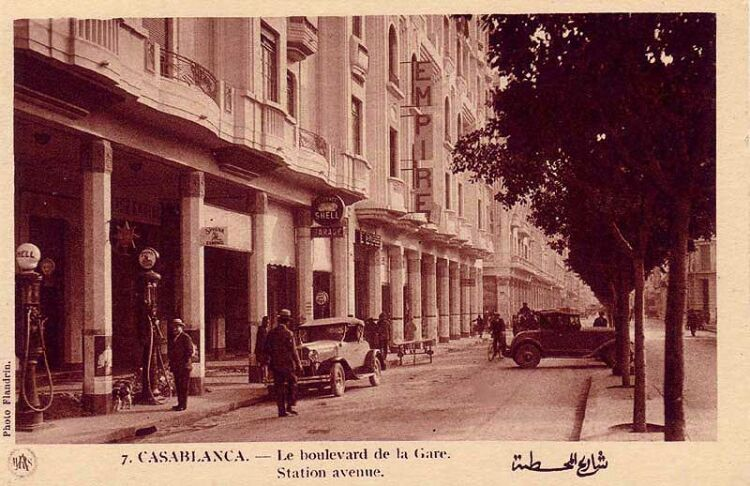

Après redistribution des parcelles de terrain, la construction du boulevard Mohammed V, appelé à l’époque « boulevard de la Gare » a débuté en 1918.

## Architecture
Le boulevard Mohammed V regorge de bâtiments uniques, témoignant d’une fusion des styles Art déco et arabo-mauresque. Il est bordé d'immeubles construits dans les années 1930, où sont mêlées, avec beaucoup de charme, inspirations européennes et orientales.
Les façades blanches de ces immeubles, agrémentées d’éléments d’ornements, témoignent de la rencontre entre motifs des arts décoratifs marocains et de la configuration Art déco. Ce croisement de styles a produit des décors de façades originales et uniques.

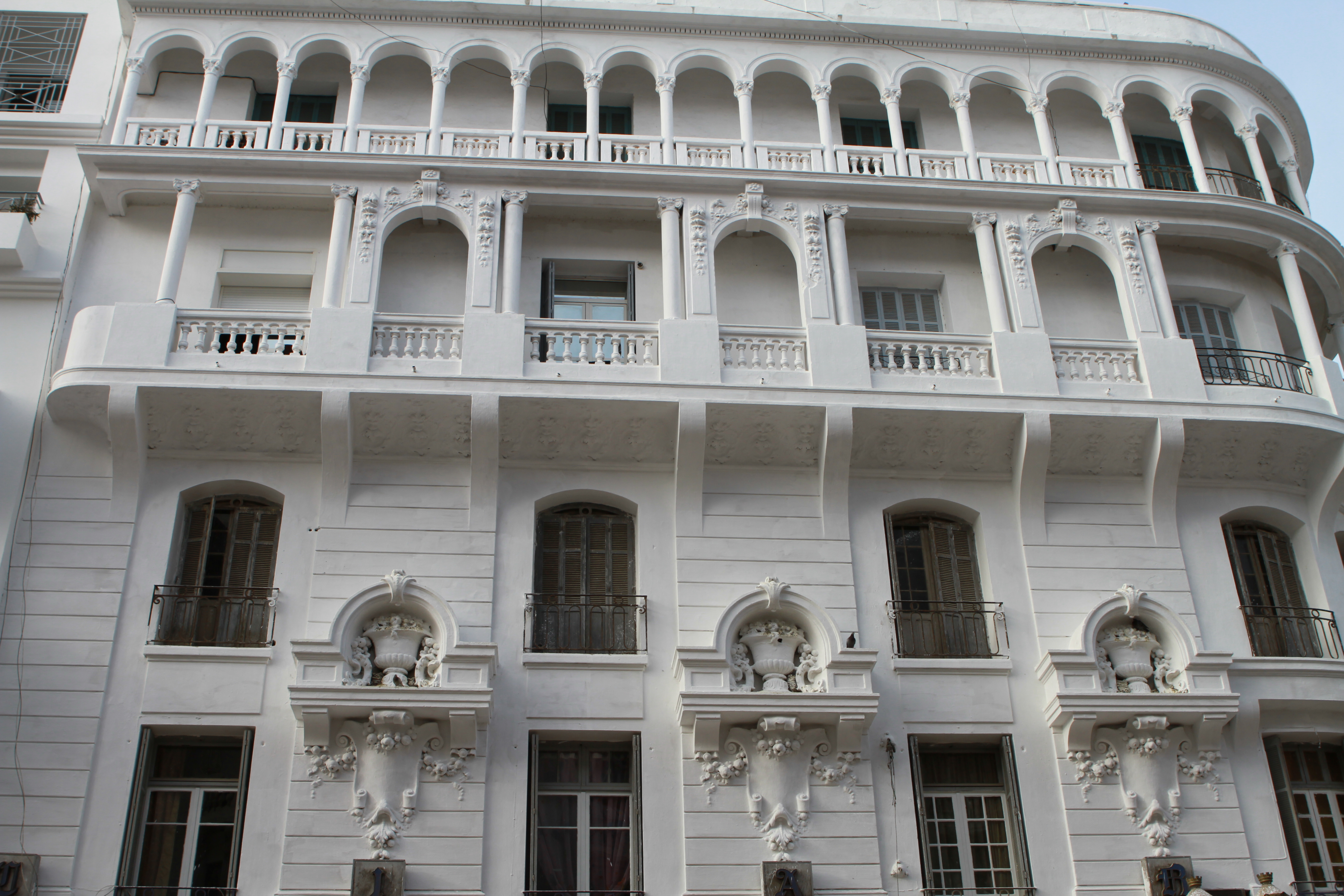
Architecture casablancaise.

## Bâtiments remarquables
- No 31 : Immeuble El Glaoui
- No 40 : Immeuble du Grand Bon Marché
- No 47 : Immeuble Banon
- No 83 : Immeuble Gallinari
- No 88 : Immeuble de la Vigie marocaine, devenu Maroc-Soir
- No 97 : Immeuble S. Lévy
- No 98 : Chambre de commerce d'industrie et de services de Casablanca-Settat
- No 116 : Bureau de poste
- Immeuble Martinet
- Marché Central
- Hôtel Lincoln
- No 208 : Immeuble Maret
- No 291 : Immeuble Shell, devenu Hôtel Impérial

### Grandes banques
- Crédit du Maroc (no 58).
- Société Générale (no 84).

## Transport
En 2012, à l'occasion de la construction de la première ligne du tramway de Casablanca, la partie du boulevard Mohammed V située entre la place des Nations-Unies et le Marché Central est rendue piétonne